# Slovenská Nová Ves
Slovenská Nová Ves (allemand : Neudorf bei Ziffer ) est un village de Slovaquie situé dans la région de Trnava.

## Histoire
Première mention écrite du village en 1245.

## Démographie

### Évolution de la population
| Année:               | 1994. | 2004.   | 2014.    | 2024.    |
| -------------------- | ----- | ------- | -------- | -------- |
| Nombre de personnes: | 453   | 427     | 484      | 555      |
| Différence:          |       | -5,73 % | +13,34 % | +14,66 % |

| Année:               | 2023. | 2024.   |
| -------------------- | ----- | ------- |
| Nombre de personnes: | 538   | 555     |
| Différence:          |       | +3,15 % |